# Toyota Soarer
Der Toyota Soarer war ein Personal-Luxury-GT-Coupé, das von Toyota in Japan in den Jahren 1981–2004 auf der gleichen Bodengruppe wie der Supra gebaut wurde. Der Soarer startete 1981 als Z10-Serie und war der Nachfolger des Crown Coupé. 1986 kam ein rundlicher gestalteter Soarer heraus (Serie Z20). 1991 wurde die 3. Generation (Z30) in Japan vorgestellt. Den Soarer Z30 gab es auch als Lexus SC 300/400, ein luxuriöses Coupé, das Toyota für seine neue Luxusmarke Lexus zur Vermarktung außerhalb Japans baute. Der Soarer Z30 und der Lexus SC 300/400 hatten zwar die gleiche Karosserie und viele andere Komponenten gemeinsam, aber unterschiedliche Antriebe und Ausstattungsdetails.
In Japan konkurrierte der Soarer mit dem Nissan Leopard Coupé. Alle Soarer-Modelle hatten ein besonderes Löwenemblem mit Flügeln, oft als Vogel Greif missgedeutet.
2001 führte Toyota ein Cabriolet als Nachfolger ein, der in Japan als 4. Generation (Serie Z40) erschien und als Lexus SC 430 exportiert wird. Anders als ihre Vorgänger sind der Soarer und der Lexus SC 430 fast gleich. Nach der Einführung der Marke Lexus in Japan 2005 wurde der Verkauf des Soarer Z40 eingestellt und der Wagen heißt seitdem auch in Japan Lexus SC 430.
Der Soarer hat einige technische Weltneuheiten eingeführt. 1983 debütierte die erste elektronisch geregelte semi-aktive Radaufhängung für Stahlfederung und 1986 für Luftfederung im Soarer: Toyota Electronic Modulated Suspension (TEMS, aktuelle Bezeichnung: Adaptive Variable Suspension). 1991 wurde im UZZ31 und UZZ32 eine computergestützte, hydraulische Toyota Active Control Suspension eingeführt, die keine Stabilisatoren benötigt und das Wanken effektiv kompensiert. Laut Toyota war das die weltweit erste vollaktive Federung. (Mercedes-Benz hat 1999 ein ähnliches System eingeführt: Active Body Control)

## Serie Z10 (1981–1985)

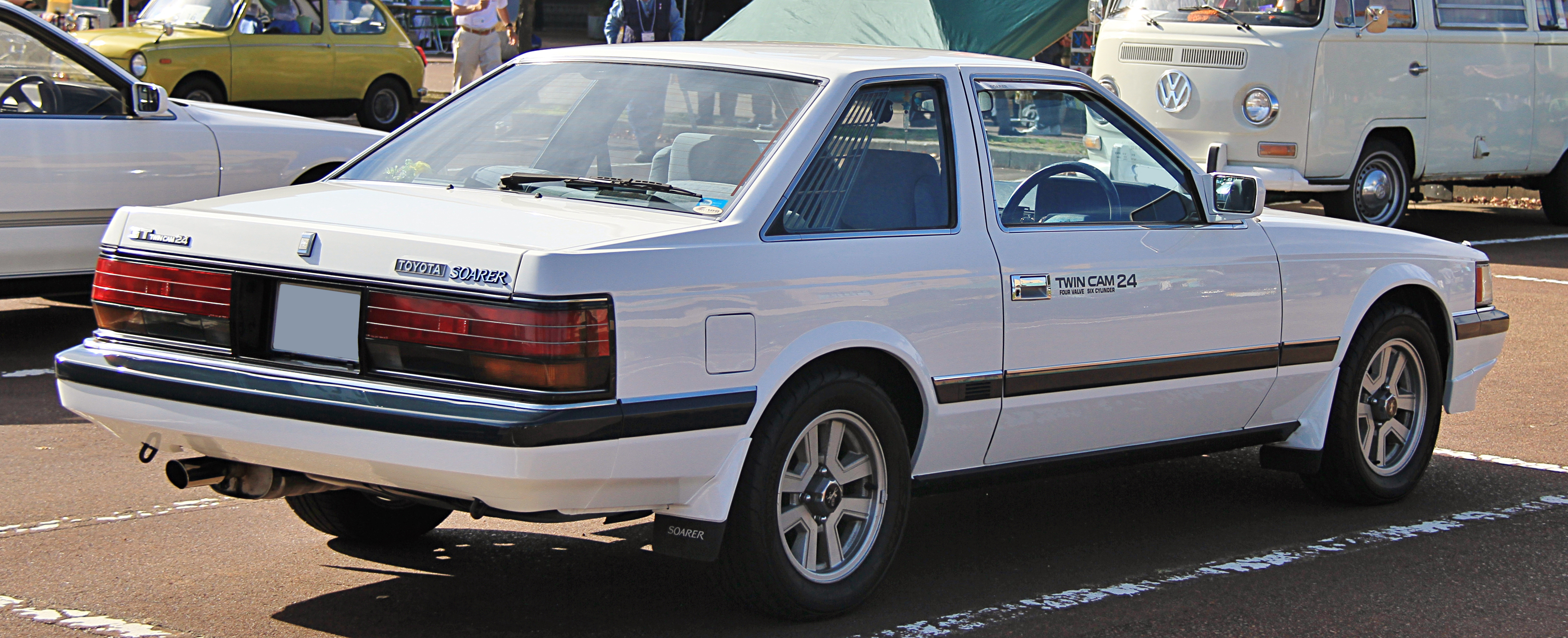
Heckansicht

Der Soarer wurde erstmals auf der International Motor Show in Osaka 1980 unter dem Namen EX-8 präsentiert und dann von Februar 1981 bis Dezember 1985 als Serie Z10 mit Reihensechszylindermotoren mit zwei obenliegenden Nockenwellen und Hubräumen von 2,0 Liter, 2,8 Liter und 3,0 Liter hergestellt. Er hatte Hinterradantrieb und basierte auf dem Modell Celica XA6X Supra. Er zeigte verschiedene Neuerungen, zum Beispiel eine von einem Computer mit Touchscreen gesteuerte Klimaanlage (bei allen Modellen außer der Basisversion, die eine normale Lüfter-Heizungskombination hatte), digitalen Tachometer und Streckenzähler mit LED je nach Modell –, sowie andere elektronische Bauteile, darunter Selbstdiagnoseeinheiten mit Inspektionsanzeige.
Die Vorderräder waren an einzeln MacPherson-Federbeinen aufgehängt, die hinteren an gezogenen Schwingen, bei Toyota PEGASUS (Precision Engineered Geometrically Advanced SUSpension) genannt.
Es gab verschiedene Motoren:
- GZ10=1G-EU oder 1G-GEU
- MZ10=M-TEU oder 5M-GEU
- MZ11=5M-GE oder 6M-GEU
- MZ12=6M-GEU

Frühe MZ-10 mit M-TEU-Motor unterschieden sich in einigen Details von den späteren MZ-10. Einige Unterschiede waren:
- Spätere MZ-10 hatten einen Luft-Wasser-Wärmetauscher
- Spätere MZ-10 hatten einen öl- und wassergekühlten Turbolader (im Gegensatz zu den nur ölgekühlten Exemplaren in den frühen MZ-10)

Die Z1X-Serie des Toyota Soarer errang in den Modelljahren 1981 und 1982 den Titel Car of the Year in Japan.
Der MZ12 war, wie folgt, ausgestattet:
- ABS
- Tempomat
- 7-fach einstellbarer Fahrersitz mit Lederbezug
- semi-aktives Fahrwerk Toyota Electronically Modulated Suspension (TEMS)
- Digitale Klimaautomatik
- Digitales Kombiinstrument
- Akustische Warnmeldungen
- Multivisionsbildschirm[4] (Typ Kathodenstrahlröhre), (nur für Modell GT LTD)
- Luftfederung

## Serie Z20 (1986–1991)

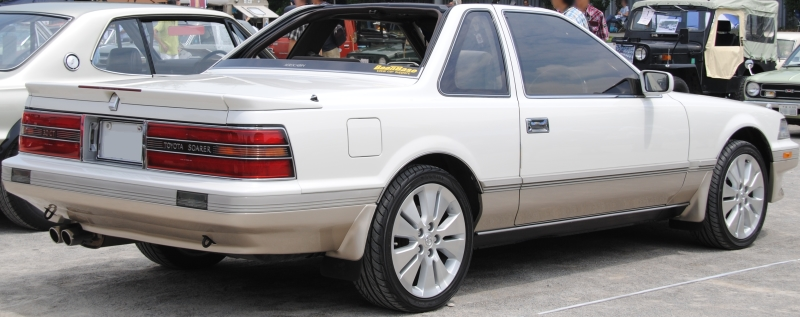
Soarer Aerocabin (Heckansicht)

Der Toyota Soarer der Serie Z20 wurde von Januar 1986 bis April 1991 in vier Motorvarianten gebaut: 2,0 Liter-R6-DOHC-Motor (Typ 1G-GE oder Typ 1G-GEU), 2,0 Liter-R6-DOHC-Turbo-Motor (Typ 1G-GTEU) mit zwei Turboladern und 3,0 Liter-R6-DOHC-Turbo-Motor (Typ 7M-GTEU). Letzterer besaß auf Wunsch Luftfederung. Das Styling des Soarer der zweiten Generation entspricht dem des Modells Mark II. Der Soarer hatte die gleiche Plattform wie der neu eingeführte Supra.
Im April 1989 gab es ein auf 500 Exemplare begrenztes Sondermodell Aerocabin. Es besaß nur zwei Sitze und ein elektrisch betätigtes Faltdach. Der Aerocabin hatte etliche Ausstattungsdetails des GT-Limited und war nur mit dem 7M-GTEU-Motor, vierstufiger Automatik, beiger Lederinnenausstattung und perlenfarbiger Lackierung erhältlich.
Es gab eine Reihe von Motoren:
- GZ20=1G-EU oder 1G-GEU oder 1G-GTEU
- MZ20=7M-GTEU
- MZ21=7M-GTEU und Luftfederung

1988 wurde der Soarer Z20 überarbeitet. Neben den Heckleuchten gab es noch andere kleinere Änderungen. Folgende Motoren wurden ebenfalls verbessert:
- 1G-GTEU: 210 bhp (154 kW) anstatt 180 bhp (132 kW)
- 7M-GTEU: 240 bhp (176 kW) anstatt 230 bhp (169 kW)

Die Motoren der M-Serie bekamen Öldüsen zur Kühlung der Kolben.
Anders als der A70 wurde der Z20 nicht mit dem 2,5-Liter-R6-Motor mit zwei Turboladern, Typ 1JZ-GTE, geliefert, aber alle Modelle nach Mai 1989 hatten einen neuen Querträger, der den Einbau dieses beliebteren und leistungsstarken Motors leicht ermöglichte.

## Serie Z30 (1991–2000)
Siehe auch: Lexus SC 300/SC 400

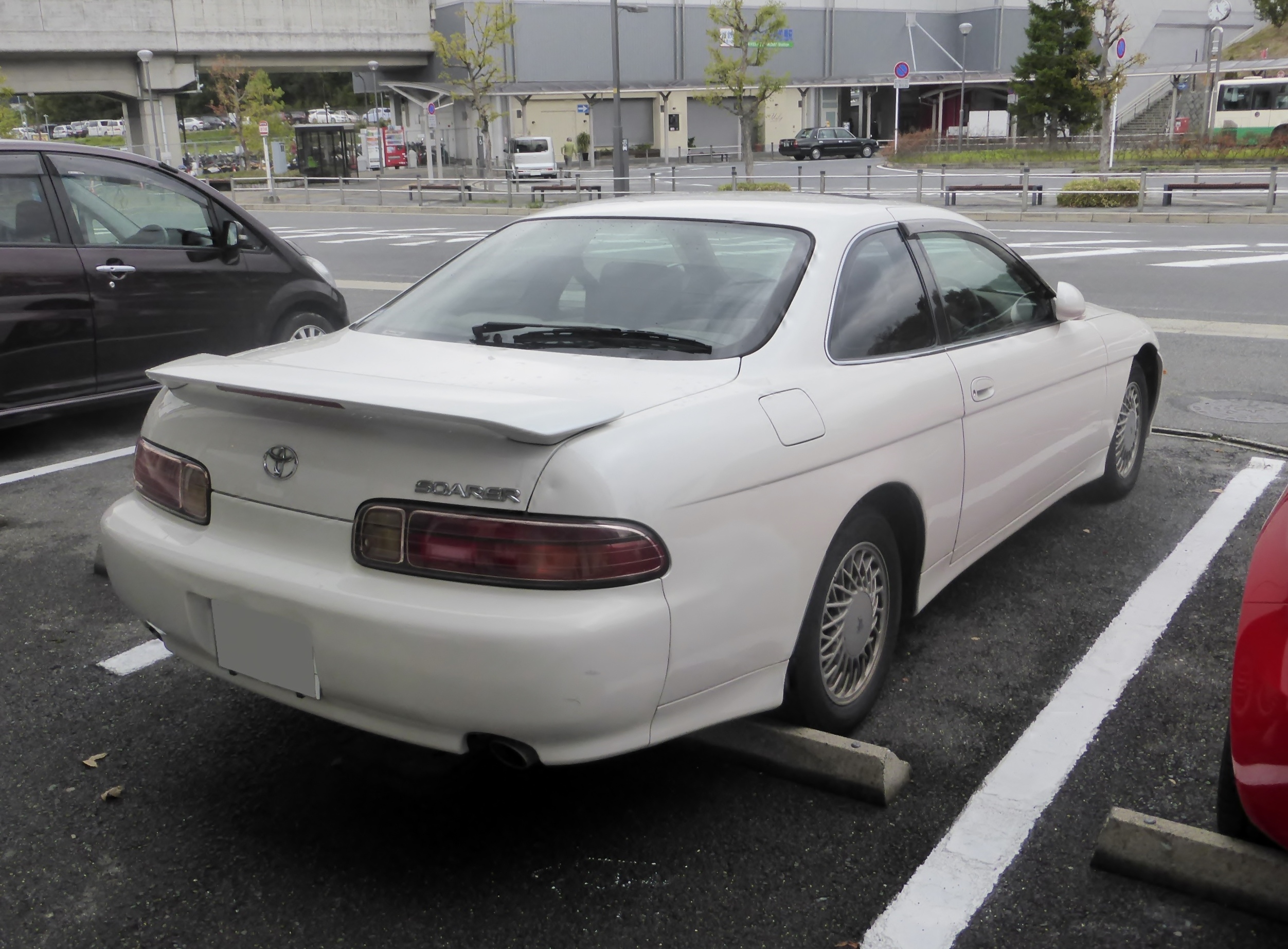
Heckansicht

1990 nach der erfolgreichen Vorstellung der Luxusmarke Lexus in den Exportmärkten beauftragte Toyota sein kalifornisches Designstudio Calty mit der Entwicklung eines neuen, luxuriösen Coupés. 1991 wurde dieser Wagen in den USA als Lexus SC 300/400 vorgestellt. Im selben Jahr führte man in Japan den Soarer der dritten Generation als Serie Z30 ein. Dieses Modell hatte die gleiche Karosserie wie der Lexus SC und auch die gleiche Innenausstattung und die gleichen Antriebskomponenten.
Der neue Soarer hatte einige Ausstattungsdetails, die Toyota schon bei den Vorgängern eingeführt hatte, wie z. B. digitale Anzeigeinstrumente und Steuerung verschiedener Systeme über den im Armaturenbrett eingebauten Touchscreen Electro Multi Vision (EMV), inklusive NTSC Fernsehempfang. So war das neue Modell eines der ersten Automobile mit ab Werk lieferbarem GPS-Navigationsgerät mit CD-ROM, wobei man die Toyota/Lexus-Tradition fortführte, andere Luxusmarken im Preis. Sein Fahrwerk wurde auch im Supra Mk. IV verwendet. Dieses Chassis war allerdings ursprünglich für den Soarer konstruiert worden. Das Fahrwerk, die Bremsen, die Antriebe und einige Motorenteile beider Autos sind austauschbar.
Alle Modelle des Soarer der Jahre 1991–2000 wurden serienmäßig mit vierstufigen Automatikgetrieben ausgestattet. Auf Wunsch war der Soarer JZZ30 mit manuellem Fünfganggetriebe erhältlich. Alle Modelle hatten ein Torsen-Differenzial. Anders als sein Lexus-Schwestermodell erhielt der Soarer jedoch nie eine fünfstufige Automatik und nur die Sechszylinderausführungen erhielten 1996 die Motoren mit Toyota-VVTi-System (variable Ventilsteuerung). Auch wurde das Modell UZZ30 (baugleich mit dem Lexus SC 400) nur von 1991 bis 1993 verkauft und der JZZ31 (baugleich mit dem Lexus SC 300) wurde erst 1994 auf dem japanischen Markt eingeführt.
Das Styling des Soarer wurde während seiner 9-jährigen Produktionszeit nur minimal überarbeitet, was die Rücklichter und den Kühlergrill betraf. Dies kann als Qualitätsbeweis des ursprünglichen Designs gelten.
Ab 1997 wurde der Soarer mit 2,5 GT-T-Motor und manuellem Fünfganggetriebe als Hochgeschwindigkeits-Patrouillenfahrzeug für die Präfekturenverwaltungen eingesetzt.

### Modelle des Soarer der Serie 30
- JZZ30 (1991–2000) – 2,5 Liter-R6-Turbo mit einem oder zwei Turboladern und VVTi
- JZZ31 (1994–2000) – 3,0 Liter-R6 Basismodell (baugleich mit Lexus SC 300)
- UZZ30 (1991–1993) – 4,0 Liter-V8 Basismodell (baugleich mit Lexus SC 400)
- UZZ31 (1991–1997) – 4,0 Liter-V8 mit Luftfederung und „EMV“-TV/Touchscreen
- UZZ32 (1991–1996) – 4,0 Liter-V8 mit aktivem Fahrwerk, Vierradlenkung und “EMV”-TV/Touchscreen

#### Modell JZZ30
Der JZZ30 war das einzige Modell, das durchgehend von der Einführung der Serie Z30 1991 bis zum Produktionsende 2000 verkauft wurde. Als sportlichstes Modell der Palette war er als einziger auch mit Handschaltgetriebe erhältlich. Wie bei den anderen Modellen der Reihe waren zwei Ausführungen verfügbar, der einfache GT-T und der besser ausgestattete GT-TL, der elektrisch einstellbare Ledersitze, Echtholzverzierungen, Tempomat und Toyotas „TEMS“, elektronisch einstellbare Stoßdämpfer, zusätzlich hatte.
Der JZZ30 hatte den 2,5-Liter-R6-Turbomotor 1JZ-GTE. Anfangs hatte er zwei kleinere Turbolader, die parallel liefen (anders als z. B. die sequenziell gesteuerten Turbolader des Supra oder des Mazda RX-7), und lieferte offiziell 280 bhp (206 kW) Leistung und 363 Nm Drehmoment bei 4800 min−1. Dies entsprach dem maximalen Wert, den die freiwillige Selbstkontrolle der japanischen Automobilhersteller zuließ, die tatsächliche Leistung war aber höher. Im August 1996 erhielt die Maschine Toyotas variable Ventilsteuerung VVTi zusammen mit einem einzelnen, effektiveren Turbolader, was zu einem höheren Drehmoment im mittleren Drehzahlbereich führte – 378 Nm bei nur 2400 min−1 bei offiziell gleichbleibender Leistung und niedrigerem Benzinverbrauch.

#### Modell JZZ31
Während der Lexus SC 300 schon bei der Einführung der Serie in den USA 1991 verfügbar war, wurde das Schwestermodell Soarer JZZ31 auf dem japanischen Markt erst 1994 eingeführt und stellte dann das neue Basismodell der Soarer-Serie dar.
Der JZZ31 hatte den 3,0 Liter-R6-Motor 2JZ-GE, der ursprünglich eine Leistung von 224 bhp (165 kW) bei 5800 min−1 und ein Drehmoment von 285 Nm bei 4800 min−1 erbrachte. Wie beim JZZ30 bekam der Motor 1997 ebenfalls das VVTi-System, was die Leistung auf 230 bhp (169 kW) bei 6000 min−1 und das Drehmoment auf 304 Nm bei 4000 min−1 erhöhte und den Benzinverbrauch senkte. Während der Lexus in den USA wegen seiner Maschine, die er mit dem Supra Mk. IV (JZA80) gemeinsam hatte, gerne getunt wurde, ließ man den Soarer in Japan links liegen, da er – anders als der Lexus SC 300 – nie mit manuellem Getriebe angeboten wurde und nicht den sportlichen Ruf des turbogeladenen JZZ30 noch die luxuriöse Ausstattung der Modelle UZZ31 und UZZ32 besaß.
Dennoch blieb der JZZ31 wegen der steigenden Preise (und dadurch sinkenden Verkaufszahlen) der V8-Modelle Mitte der 1990er-Jahre bis zum Ende der Z30-Serie 2000 in Produktion.

#### Modelle UZZ31 und UZZ32
Die Modelle UZZ31 und UZZ32 waren die Luxus-GT-Versionen der Serie und hatten eine wesentlich bessere Ausstattung als die Sechszylindermodelle und der Lexus SC 300/400. Der „EMV“-(Electro Multi Vision)-Touchscreen wurde erstmals bei den Serien Z10 und Z20 eingeführt, war bei diesen beiden Modellen ebenfalls verfügbar und bot Fernsehen, GPS-Navigation, Diagnose, Bordcomputer, Rückfahrkamera und Anwählen aller Funktionen der Klimaautomatik, des Audiosystems mit 7 Lautsprechern (einschl. Subwoofer) und des 12-fach-CD-Wechslers durch Berührung des Bildschirms.
Beide Modelle und der besonders einfach ausgestattete UZZ30 wurden von Toyotas 4,0 Liter-V8-Motor 1UZ-FE mit Aluminiummotorblock und vier obenliegenden Nockenwellen angetrieben. Er lieferte mit 260 bhp (191 kW) bei 5400 min−1 geringfügig weniger Leistung und mit 353 Nm bei 4600 min−1 geringfügig weniger Drehmoment als der turbogeladene JZZ30, war aber beliebt wegen seines weichen Laufes und seiner Ausgereiftheit. 1995 überarbeitete Toyota den Motor, verbesserte dadurch sein Ansprechverhalten und erhöhte die Leistung auf 265 bhp (197 kW) und das Drehmoment auf 363 Nm. Seine Produktion wurde aber eingestellt, er bekam nicht mehr die VVTi-Steuerung, die beim Lexus SC 400 und anderen Modellen die Leistung nochmals erheblich steigerte. Dennoch werden turbo- und kompressorgeladene Ausführungen wegen der Langlebigkeit und der Stärke dieses Motors immer populärer und es gibt innerlich unveränderte Motoren, die bis zum Doppelten der serienmäßig verfügbaren Leistung zur Verfügung stellen.
Der UZZ31 hatte eine von Fahrer einstellbare Luftfederung, das je zweifach in der Höhe und in der Dämpferhärte eingestellt werden konnte. Der Druck in den Luftspeichern wurde durch einen vorne im Auto eingebauten Kompressor erzeugt.
Der UZZ32 war das Spitzenmodell der Baureihe Z30 und hatte Allradlenkung und die Toyota Active Control Suspension. Sie ist ein komplexes, hydraulisches Aktives Fahrwerk mit Computersteuerung. Die Wagen hatten keine konventionellen Federn und Stabilisatoren mehr, sondern hydraulische Dämpfer, die durch Sensoren gesteuert waren, die Fahrzustände, wie Kurvenfahren, Beschleunigung und Bremsen detektierten. Das System arbeitete hervorragend und lieferte ein besonders kontrolliertes und doch bequemes Fahrverhalten ohne Seitenneigung der Karosserie, aber das erhöhte Gewicht beeinträchtigte die Fahrleistungen und die Wagen waren sehr teuer in der Herstellung (Mercedes-Benz hat 1999 ein sehr ähnliches Fahrwerk eingeführt: Active Body Control). So wurden schließlich nur 873 UZZ32 hergestellt und sind als künftige Klassiker besonders in Großbritannien und Australien gesucht. Um einen Eindruck von der Seltenheit des Modells zu liefern, muss man wissen, dass Exemplare des UZZ32 mit wenig Kilometern für AU-$ 20.000 bis 35.000 angeboten werden, während andere Ausführungen des Soarer schon für AU-$ 8.000 bis 15.000 erhältlich sind.

## Serie Z40 (2001–2005)
Hauptartikel: Lexus SC 430
Die Serie Z40 des Soarer war größtenteils mit dem entsprechenden Lexus-Modell identisch, das im Export seit 2001 als Lexus SC 430 verkauft wurde. Der Soarer 430 SCV war ein Cabriolet mit Metall-Hardtop, das sich in den Kofferraum des Fahrzeuges faltete wie das des zeitgenössischen Mercedes-Benz SL. Der Wagen war mit einem 4,3 Liter-V8-VVTi-Motor mit der Bezeichnung 3UZ-FE ausgestattet, der gleiche, der auch in der Luxuslimousine Lexus LS 430 arbeitete. Er lieferte eine Leistung von 283 bhp (208 kW) und ein Drehmoment von 430 Nm. Damit sorgte er für eine Beschleunigung von 0 bis 100 km/h in 6,0 Sekunden. Die gemeinsame Karosserie von Lexus SC 430 und Soarer 430 SCV wurde von Toyota-Designern in Design-Studios in Japan und Frankreich entwickelt. Im Vergleich zur Serie Z30 hielten viele Betrachter die vierte Generation des Soarer für einen optischen Rückschritt, weil die neue Karosserie kompakter und kopflastiger war. Somit hatte sie das längliche, schlanke Aussehen verloren, das am Vorgänger so sehr bewundert wurde.
Mit dem Z40 erreichten die Synergieeffekte ihren Höhepunkt, da Lexus- und Toyota-Modelle, anders als beim Vorgänger, eine gemeinsame Karosserie hatten. Der Aufstieg des Markennamens Lexus als Toyotas Luxusmarke ist auch auf die Fokussierung des Designs von Luxusfahrzeugen auf ebendiese Marke zurückzuführen. Am 26. Juli 2005 wurde die Marke Lexus auch in Japan eingeführt und der Lexus SC 430, Modell 2006, war Teil der Modellpalette. Mit der Präsentation der neuen Marke wurde der Verkauf des Soarer eingestellt.